# گرین کینگ

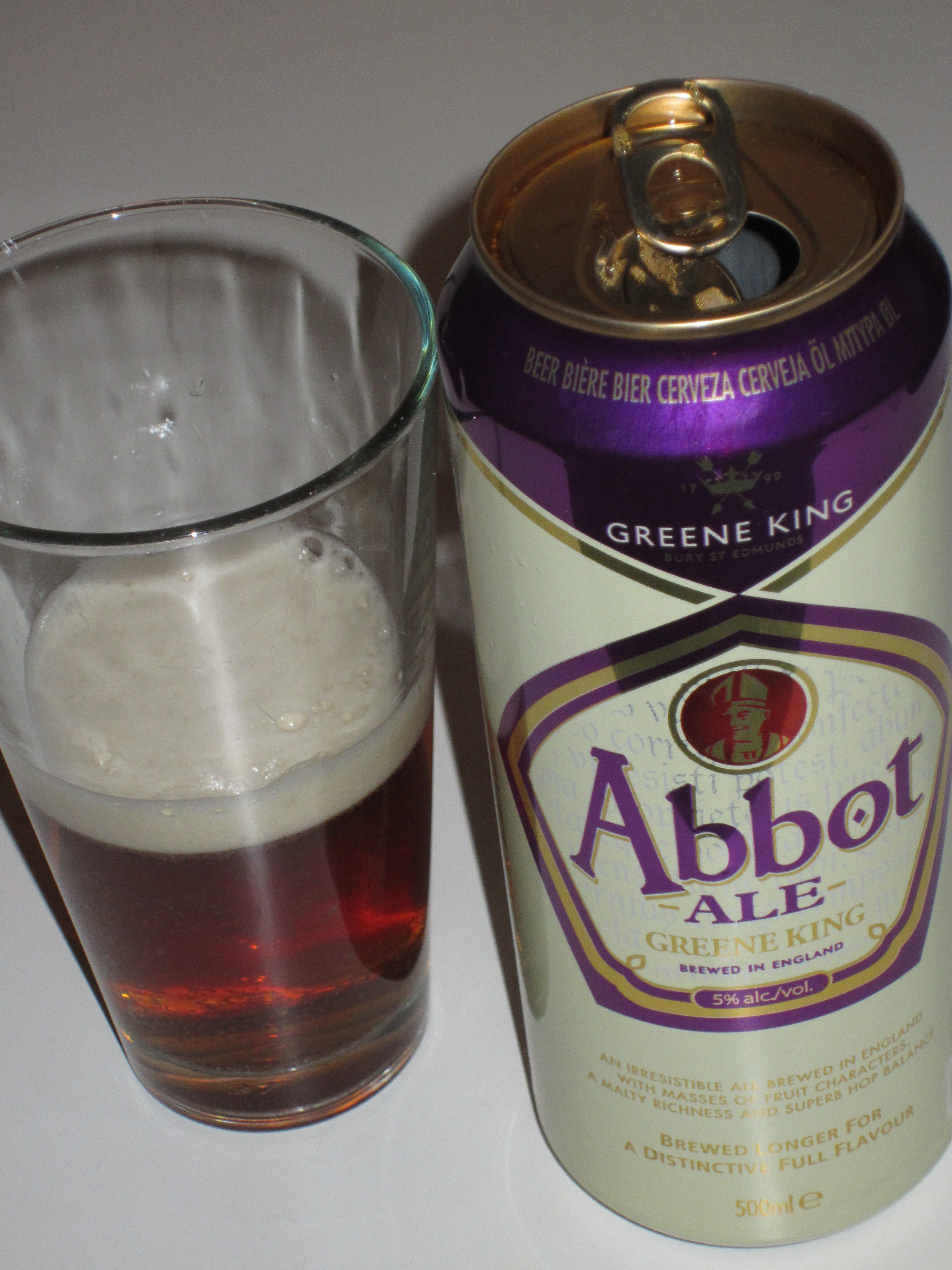
نمایی از قوطی آب‌جوی شرکت گرین کینگ

گرین کینگ (انگلیسی: Greene King) شرکت نوشیدنی بریتانیایی است، که در سال ۱۷۹۹ تأسیس شد.